# العادية (الزاهر)

تعديل مصدري - تعديل

العادية هي إحدى قرى عزلة الزاهر بمديرية الزاهر التابعة لمحافظة البيضاء، بلغ تعداد سكانها 204 نسمة حسب تعداد اليمن لعام 2004.